# Vincent Janssen
Vincent Petrus Anna Sebastiaan Janssen (Heesch, Hollandia, 1994. június 15. –) holland válogatott labdarúgó, aki jelenleg a Monterreyben játszik, csatárként.

## Pályafutása

### Kezdeti évek
Janssen ifiként megfordult többek között a N.E.C. és a Feyenoord akadémián is. Utóbbi csapattal 2013-ban megnyerte az U19-es bajnokságot. Miután a rotterdamiak eltanácsolták, a másodosztályú Almere Cityhez igazolt. 2013. augusztus 2-án, az FC Volendam ellen mutatkozott be. Minden sorozatot egybevéve 74 meccsen 32 gólt szerzett a csapatban.

### AZ
2015-ben az élvonalbeli AZ Alkmaarhoz igazolt, ahol 2019-ig szóló szerződést írt alá. Első gólját július 30-án, az İstanbul Başakşehir FK ellen szerezte, az Európa-ligában. A bajnokságban október 4-én volt eredményes először, két gólt szerezte az FC Twente ellen. Miután az első nyolc meccsén nem volt eredményes, a szezon második felében 20 gólig jutott, amire 52 éve nem volt példa a klubnál. Végül a bajnokság gólkirálya lett, 27 találattal. 2016. január 24-én mesterhármast szerzett a Feyenoord ellen. Április 16-án, a PEC Zwolle ellen négyszer volt eredményes. Az idény végén megválasztották az év holland labdarúgójának.

### Tottenham Hotspur
2016. július 12-én 17 millió fontért leigazolta az angol Tottenham Hotspur,  négyéves szerződést kötve vele. A Premier League-ben augusztus 13-án, az Everton ellen mutatkozott be, Eric Dier helyére beállva. A következő fordulóban, a Crystal Palace ellen végigjátszhatta a találkozót. Első gólját szeptember 21-én, a Gillingham ellen szerezte, a Ligakupában. A bajnokságban október 29-én, a Leicester City ellen volt először eredményes. A 2017/2018-as idényben a Fenerbahçenak adták kölcsön.

### Monterrey
Janssen 2019. július. 23-án igazolt a klubhoz.Bemutatkozó mérkőzése 2019. augusztus. 17.-én volt a Toluca ellen.

### A válogatottban
A holland válogatottba 2016 márciusában hívták be először, egy Franciaország és Anglia elleni barátságos mérkőzésre. Március 29-én, Anglia ellen debütált, gólt szerezve és gólpasszt adva a 2-1-re megnyert találkozón.

## Külső hivatkozások
- Vincent Janssen pályafutásának statisztikái a Soccerbase oldalon (angolul)